# (680000) 2023 WX43
(680000) 2023 WX43  (2016 UQ165) ist ein Asteroid des äußeren Hauptgürtels, der am 2. Februar 2019 vom Teleskop Pan-STARRS 1 auf dem Haleakalā entdeckt wurde. Dieses Teleskop ist Teil des Teleskops Pan-STARRS auf Hawaii/Vereinigte Staaten (IAU-Code F51). Der Asteroid ist 2,7 bis 3,6 Astronomische Einheiten von der Sonne entfernt, die Große Halbachse beträgt 3,23 Astronomische Einheiten. Der Asteroid umkreist die Sonne in fünf Jahren und 296 Tagen. Zuletzt fand der Periheldurchgang des Asteroiden – das Erreichen des Perihels, des sonnennächsten Punktes – am 28. April 2024 statt.